# Cantó de Lió-IX
El cantó de Lió-IX és un antic cantó francès del departament del Roine, situat al districte de Lió. Compta part del municipi de Lió.

## Municipis
- Comprèn la part septentrional del 7è districte de Lió limitat al sud pel ferrocarril (entre Perrache i la Part-Dieu) fins a l'antiga estació de la Guillotière, i per la rue Garibaldi, la rue Camille Roy, la rue du Repos, la rue Garibaldi de novament, la Grande Rue de la Guillotière i la rue Claude Veyron. Comprèn tota la part sud de la Guillotière (sectors Pasteur, Sébastien Gryphe, Saint-Louis, Madeleine, Jean Macé, Facultés), excepte la casedrna Sergent Blandan i carrers limítrofes.

| Data d'elecció                           | Identitat          | Partit                            | Qualitat |
| ---------------------------------------- | ------------------ | --------------------------------- | -------- |
| 1945-1951                                | Louis Jeantaz      | Radical independent               |          |
| 1951-1982                                | Roger Fulchiron    | CNIP, després CD, després UDF-CDS |          |
| 1982-2001                                | Roland Fulchiron   | UDF-CDS                           |          |
| 2001-2008                                | Mireille de Coster | PS                                |          |
| 2008-2014                                | Sandrine Runel     | PS                                |          |
| les dades anteriors no són pas conegudes |                    |                                   |          |